# Georg Stahl
Georg Ernst Stahl (Ansbach, Alemania, 21 de octubre de 1659 - 24 de mayo de 1734) fue un médico y químico alemán.

## Biografía
Graduado en medicina en la Universidad de Jena en 1683, se integró al equipo de la corte del duque Johann Ernst de Sajonia-Weimar.
Entre 1694 y 1716, ocupó la cátedra de medicina en la Universidad de Halle, tras lo cual fue nombrado médico del rey Federico Guillermo I de Prusia.
Después de conocimientos acumulados por los alquimistas en su búsqueda de la piedra filosofal y del elixir de la vida, desarrolló la teoría del flogisto (nombre que propuso para el principio de inflamabilidad, idea del químico alemán Johann Joachim Becher) para explicar las combustiones y las reacciones de los metales.
La teoría médica de Stahl presuponía la existencia de un "ánima" que era fuerza vital (en esto recuerda al chi de la medicina tradicional china) que funcionaría como vis medicatrix (fuerza medicadora) cuando el médico sabía curar al paciente, esta teoría fue llamada stahlianismo, y tuvo gran auge en Occidente hasta mediados del siglo XIX.
Entre sus obras más importantes, se encuentran Zymotechnia fundamentalis sive fermentalionis theoria generalis (1697), Specimen Becherianum (1702), Experimenta, observationes, animadversiones ... chymicae et physicae (1731), Theoria medica vera (1707)y Ars sanandi cum expectalione (1730).